# Фрёмштедт
Фрёмштедт (нем. Frömmstedt) — община в Германии, в земле Тюрингия.
Входит в состав района Зёммерда. Подчиняется управлению Киндельбрюк. Население составляет 557 человек (на 31 декабря 2010 года). Занимает площадь 12,00 км².